# Iglesia de San Julián (Espuy)

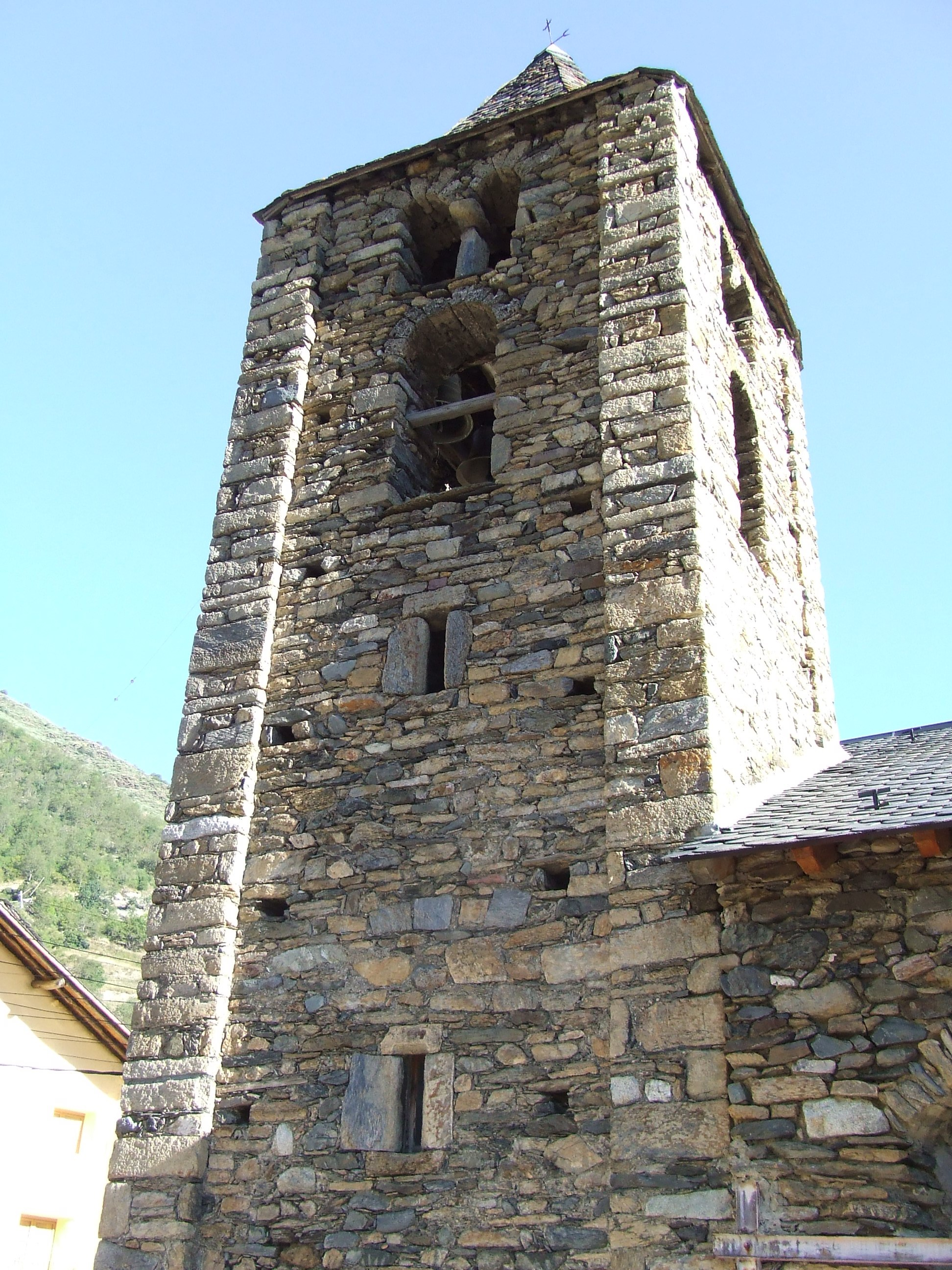
Torre campanario

La iglesia de San Julián, o del Puig de Cabdella es la iglesia parroquial románica del pueblo de Espuy, en el término municipal de La Torre de Cabdella en la comarca del Pallars Jussá en la provincia de Lérida (Cataluña, España).
Está documentada desde el 1178, a menudo con la expresión latina podii Capdele (del monte de Cabdella).
Originalmente era una iglesia de una sola nave, con ábside hacia levante, pero el paso del tiempo le ha afectado mucho, principalmente en la parte norte y de levante. El menos afectado, y que, por tanto, muestra más la obra original románica es la fachada de poniente y el campanario.

## Campanario
Este último es una torre de planta cuadrada de un 5,5 metros de lado. Un zócalo de bastante altura constituye el primer elemento ornamental, y de él parten unas lesenas que enmarcan cada una de las caras del campanario. La cubierta en forma de pirámide es muy posterior, y corta en seco la obra románica. Puede que al hacer la cubierta actual se suprimió el último piso del campanario.
Interiormente, el campanario tiene seis plantas. La primera, que es la base, está ciega hacia el exterior. La segunda y la tercera se abren al exterior mediante unas aspilleras, hechas con pequeños bloques de piedra, pero siempre de una sola pieza a cada montante y en el dintel. Hay incisas unas cruces y un calvario, en alguna de estas piedras. La cuarta presenta unas ventanas grandes, de un solo ojo, terminadas en bóveda de medio punto y adinteladas con piedra pómez. La quinta planta tiene ventanas geminadas, con maineles de piedra de una sola pieza, sobre los cuales hay un capitel trapezoidal, de donde arrancan los dos arcos de medio punto de las ventanas gemelas. El sexto piso, desaparecido, debía ser como el que acaba de explicar.
Por el aparato y las formas constructivas, se trata de una iglesia rural del siglo XI, que sigue las pautas de las iglesias románicas pirenaicas, como las del Valle de Bohí.